# Pfeiffera miyagawae
Pfeiffera miyagawae är en kaktusväxtart som beskrevs av Barthlott och Werner Rauh. Pfeiffera miyagawae ingår i släktet Pfeiffera och familjen kaktusväxter. Inga underarter finns listade i Catalogue of Life.